# 礼乐志
礼乐志，中国《二十四史》中记载历代礼仪制度、音乐典章制度及记述宫廷音乐发展状况的篇章。
《汉书》有《礼乐志》 一卷，即《汉书》卷二十二。记述西汉礼乐制度的作用及其发展，详细记载汉乐歌词。
《新唐书》有《礼乐志》十二卷，即卷十一至卷二十二。其中前十卷介绍唐代的礼仪制度，后二卷两卷篇幅介绍唐代的乐舞情况。开卷序言简述三代至隋的礼仪发展历史，然后记载唐代 “贞观礼”、“显庆礼”、“开元礼” 的制订和沿革过程。礼仪部分用五礼（吉礼、宾礼、军礼、嘉礼、凶礼）为顺序。乐两卷，上卷历述唐雅乐律、钟悬制度、八音乐器、郊庙乐、最后简略燕乐；下卷专叙俗乐。
《元史》有《礼乐志》五卷，即卷六十七至卷七十一。先介绍制朝仪的始末，然后分别介绍元正受朝、天寿圣节受朝、郊庙礼成受贺、皇帝却位受朝、群臣上皇帝尊号礼成受朝贺的礼仪和各种册封、摄行告庙、国史院进先朝实录等仪式。

## 禮樂分開
郊祀其他正史《礼志》和《乐志》分别记述。
- 《晉書》、《宋書》、《南齊書》、《魏書》、《隋書》、《舊唐書》、《舊五代史》、《宋史》、《遼史》、《金史》、《明史》、《清史稿》

## 延伸阅读
[在维基数据编辑]
 《漢書/卷021》，出自班固《漢書》